# Noe Mwaggali
Noe Mwaggali (ur.?, zm. 31 maja 1886 w Mityanie) – męczennik chrześcijański, święty Kościoła katolickiego, jeden z grupy Męczenników z Ugandy, zamordowanych przez króla Mwangę II.
Był z zawodu garncarzem i garbarzem. Pod wpływem nauk misjonarzy przyjął chrzest. 31 maja 1886 został zabity. Powieszono go, przebito włócznią, zaś jego wnętrzności dano na pożarcie psom. Został beatyfikowany 6 czerwca 1920 przez papieża Benedykta XV. 18 października 1964 roku Paweł VI dokonał kanonizacji jego oraz innych Męczenników z Ugandy, m.in. Karola Lwangę.